# Fiddler
Fiddler是一个用于HTTP调试的代理服务器应用程序，最初由微软Internet Explorer开发团队的前程序经理Eric Lawrence编写。

## 特性
Fiddler能捕获HTTP和HTTPS流量，并将其记录下来供用户查看。它通过使用自签名证书实现中间人攻击来进行日志记录。

## 历史
2003年10月6日，Eric Lawrence发行了Fiddler的第一个官方版本。
2012年9月12日，Fiddler被Telerik收购，Eric加入公司全职从事Fiddler的工作。
2015年12月23日，Lawrence离开Telerik，加入谷歌的Chrome安全团队，而Telerik继续开发Fiddler。
2018年6月，Lawrence重返微软，担任首席项目经理。
2018年11月8日，Fiddler Everywhere v0.1.0 發佈。

## 另请参阅
- Burp suite：基于Java的HTTP/HTTPS调试和安全测试工具
- Charles Proxy（英语：Charles Proxy）：基于Java的HTTP/HTTPS调试工具
- 数据包分析器：有关数据包分析器软件类型的信息
- Wireshark：底层的数据包分析器
- Whistle：基于Node实现的跨平台web调试代理工具

## 延申阅读
- Lawrence, Eric (15 June 2012). Debugging with Fiddler: The complete reference from the creator of the Fiddler Web Debugger. ISBN 978-1475024487.